# 复合种

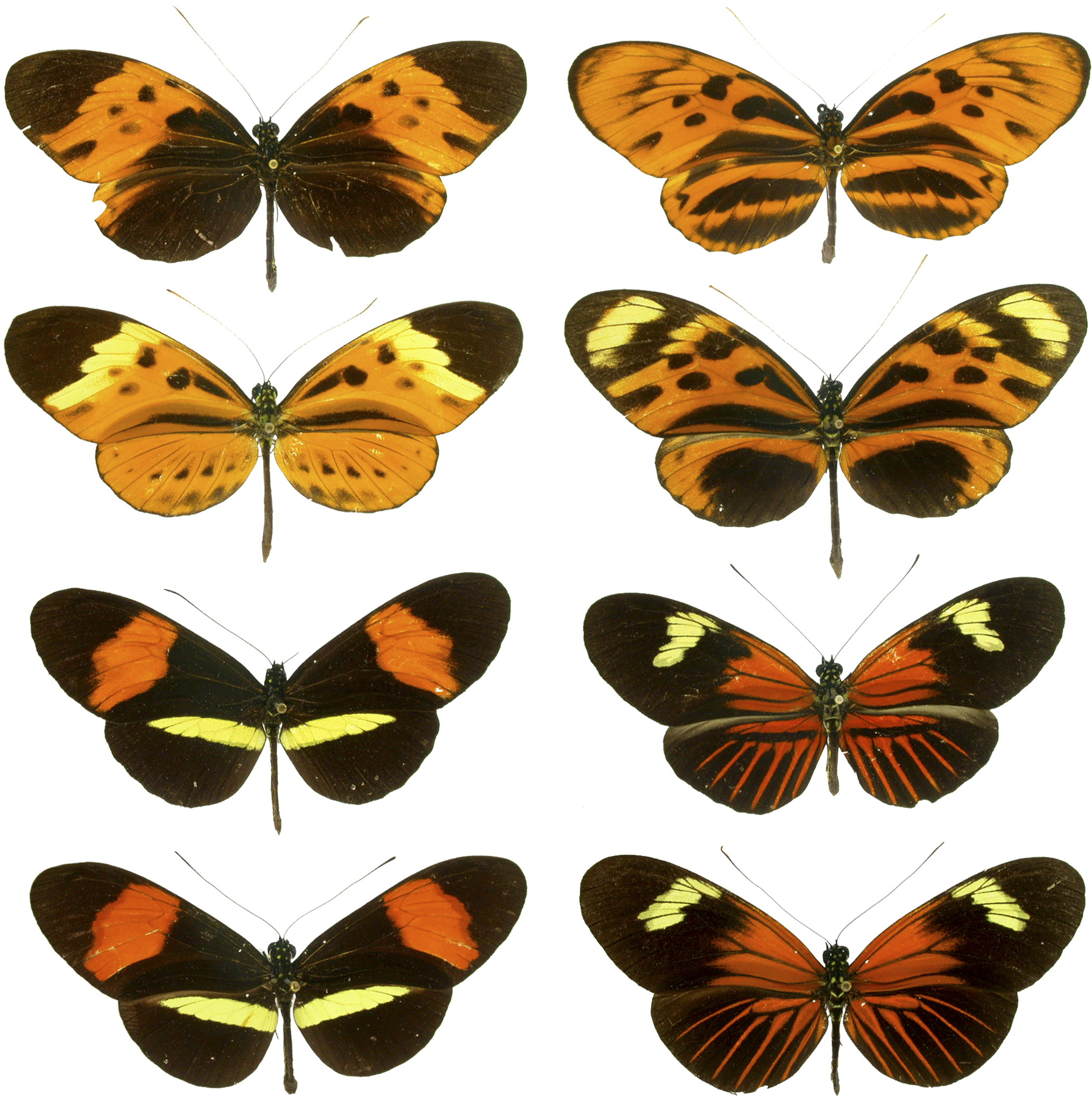
袖蝶属（Heliconius）包含了一些很难区分的物种

复合种（英文：species complex），亦称为复合群或复合体，是生物分类学的一个术语，指若干个近缘物种由于外部形态相仿或遗传关系错综复杂，导致难以确定种间界限，因而被归于一个物种名下。以形态特征作为这群生物的分类依据，虽然可将极端不同的个体加以区别，但却无法鉴定特征相同的个体。
另有一些相关术语有时作为复合种的同义词使用，但侧重点有所不同，在特定语境下表义更加精确：
- 隐存种（cryptic species，臺灣又译为隱蔽種或隱匿種或隱密種）指两个或多个物种隐藏在一个物种的名称之下，这些物种互为姐妹种（sibling species，或称姊妹种、表型相似种），雖然這些物種彼此不能夠跨物種交配繁殖，但它们的形态十分相似，根据表面特征不能把它们清楚地区分出来[7]；
- 种群（species flock）是指同域栖息的一组密切相关的物种；
- 作为非正式的生物分类阶元时，复合种也被表述为种团（species group）、集合种（species aggregate）或总种（超种 superspecies）。

复合种在系统发生学中也一直是较为困难的问题。动物方面，主要发生在复合群型态上的多变原因来自于杂交，或者是演化过程中分化时间非常晚，导致亲缘关系非常密切，如所罗门群岛海雕（Haliaeetus sanfordi）与白腹海雕（Haliaeetus leucogaster）的亲缘关系便很近，部分文献认为二者之间的分离可能比更新世中期（约 10 万年前）还要晚。而在植物中，复合种的情形更普遍也更复杂。
鸟类是脊椎动物中演化非常极致的类群，它们在演化上的多变性远胜于哺乳动物。尽管近代以来有越来越进步的分子遗传学提供作为亲缘鉴定与分类的依据，但鸟类的复合种分类问题其实仍存在不少困惑之处，比想像中的更加困难。例如，和复合种相关的環物種（ring species）现象——著名的银鸥（Larus argentatus）和它的近缘种美洲银鸥（Larus smithsonianus）可以杂交，但却不能与隔海的欧亚近缘种杂交。这是一种邻接系列相邻的物种之间可以杂交，但在整个环状分布系列的二端却有生殖隔离的现象，即 A→B、B→C、C→D、D→E、E→F 之间的近缘物种可以杂交，但 A 和 F 这两端却存在生殖隔离，这是至今科学界尚未解决的亲缘演化问题。

## 列表
已知的或可能的复合种：
真菌界
- 黑殭菌 Metarhizium anisopliae[8][9]
- 黄绿绿僵菌（英语：Metarhizium flavoviride） Metarhizium flavoviride[8]
- 巴氏蠶白僵菌（英语：Beauveria bassiana） Beauveria bassiana
- 布氏白僵菌（英语：Beauveria brongniartii） Beauveria brongniartii
- 蜜環菌 Armillaria mellea[10][11]
- 稻熱病菌 Magnaporthe grisea[12]
- 半開羊肚菌 Morchella semilibera[13]
- 苹果黑星菌 Venturia inaequalis

植物界
- 大明石斛 Dendrobium speciosum

动物界
- 冈比亚疟蚊 Anopheles gambiae
- 突丘小葉海蛞蝓 Phyllidiella pustulosa[14]
- 紅扇羽鰓 Flabellina rubrolineata[15]
- 大西洋白斑章魚 Callistoctopus macropus
- 丝鳃科（Cirratulidae）下的若干物种[16]
- 中國大鯢 Andrias davidianus[17]
- 鱗虎屬（Geckolepis）下的若干物种[18][19]
- 紅樹巨蜥 Varanus indicus[20]
- 漂泊信天翁 Diomedea exulans[21]
- 白腹海雕 Haliaeetus leucogaster + 所罗门群岛海雕 Haliaeetus sanfordi
- 白頭海雕 Haliaeetus leucocephalus + 白尾海雕 Haliaeetus albicilla
- 吼海雕 Haliaeetus vocifer + 马达加斯加海雕 Haliaeetus vociferoides
- 美洲蛇鹈 Anhinga anhinga + 东方蛇鹈（英语：Oriental darter） Anhinga melanogaster + 非洲蛇鹈（英语：African darter） Anhinga rufa + 澳洲蛇鹈（英语：Australasian darter） Anhinga novaehollandiae[22]
- 小斑背潛鴨 Aythya affinis + 斑背潜鸭 Aythya marila
- 愛斯基摩杓鷸 Numenius borealis + 小杓鹬 Numenius minutus
- 紫水鸡 Porphyrio porphyrio[23]
- 哀鸽 Zenaida macroura + 斑頰哀鴿 Zenaida auriculata + 索哥羅鳩 Zenaida graysoni
- 布氏鯨 Balaenoptera edeni[24]
- 虎鯨 Orcinus orca[25]
- 野猫 Felis silvestris